# Ignaz Seipel

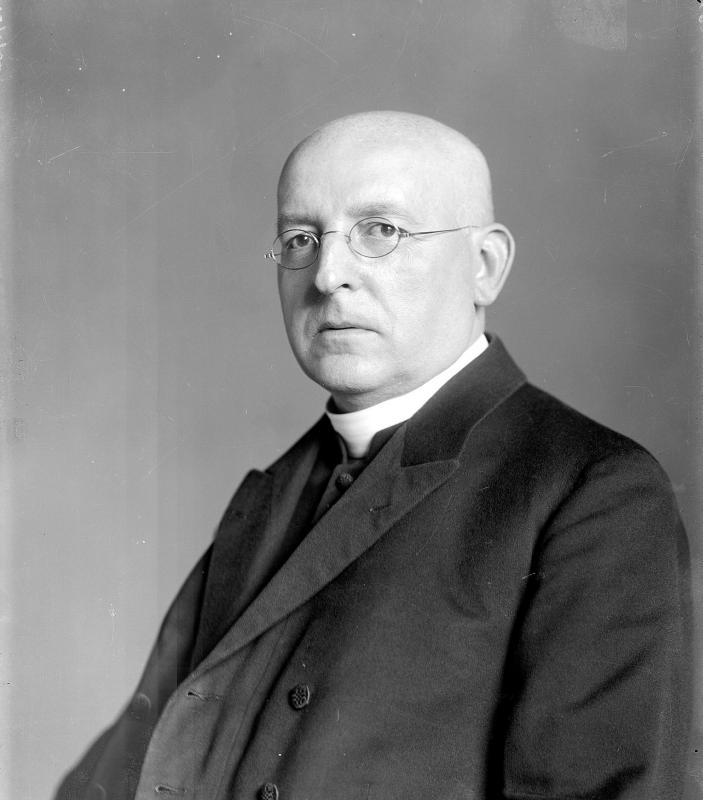
Ignaz Seipel

Ignaz Seipel (* 19. Juli 1876 in Wien; † 2. August 1932 in Pernitz) war österreichischer Prälat, katholischer Theologe und Politiker der Christlichsozialen Partei. Von 1921 bis 1930 war Seipel deren Parteiobmann. Er löste die erste Koalition mit den Sozialdemokraten auf und amtierte zwei Mal als Bundeskanzler (1922–1924 und 1926–1929). In Seipels Amtszeiten fielen einerseits die Sanierung der Staatsfinanzen und die Bundesverfassungsnovelle 1929, andererseits bekämpfte er besonders in seiner zweiten Amtszeit die Sozialdemokratische Arbeiterpartei sowie den Austromarxismus und unterstützte die Militarisierung von paramilitärischen Milizen wie der Heimwehr.

## Leben

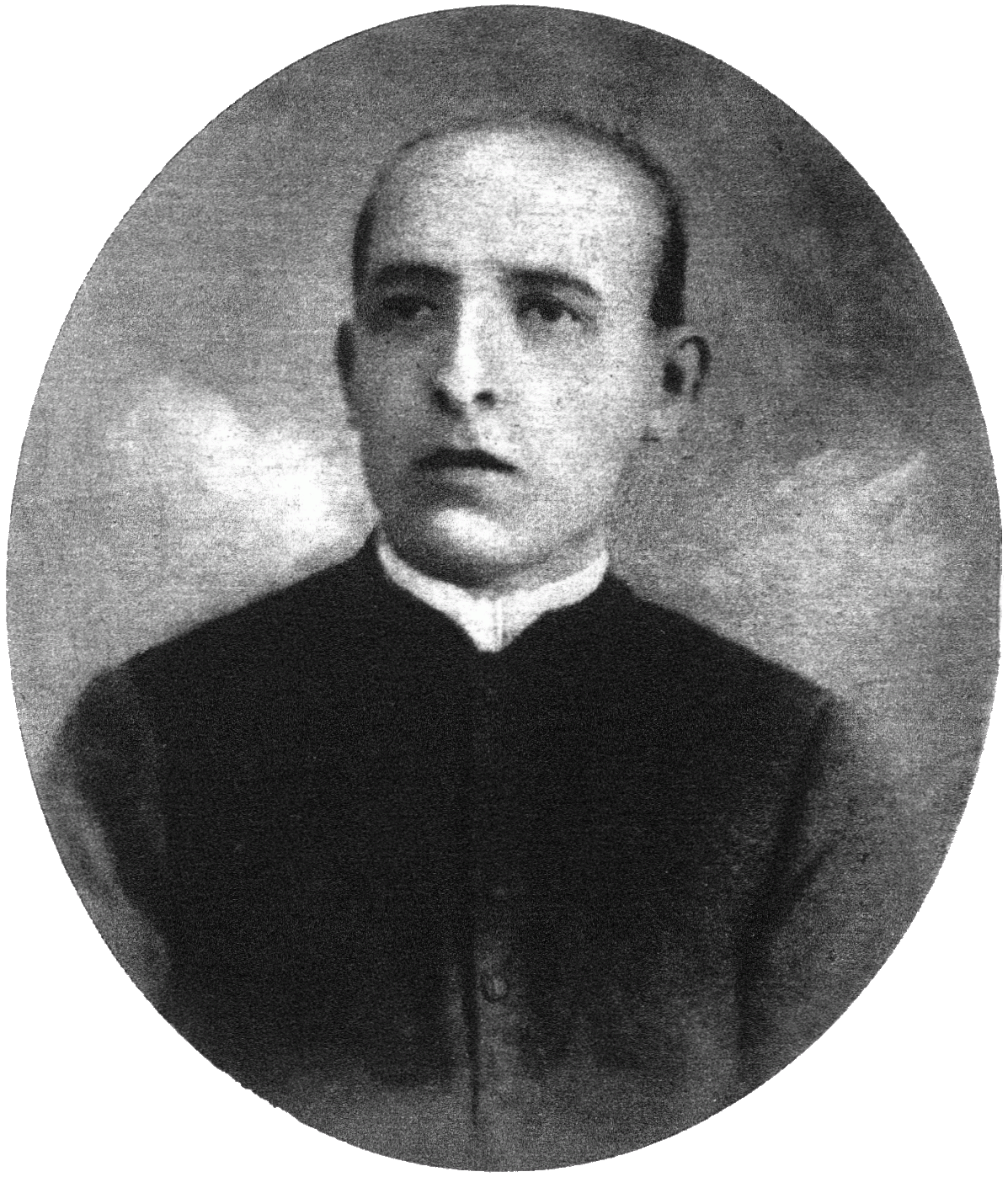
Ignaz Seipel um 1899

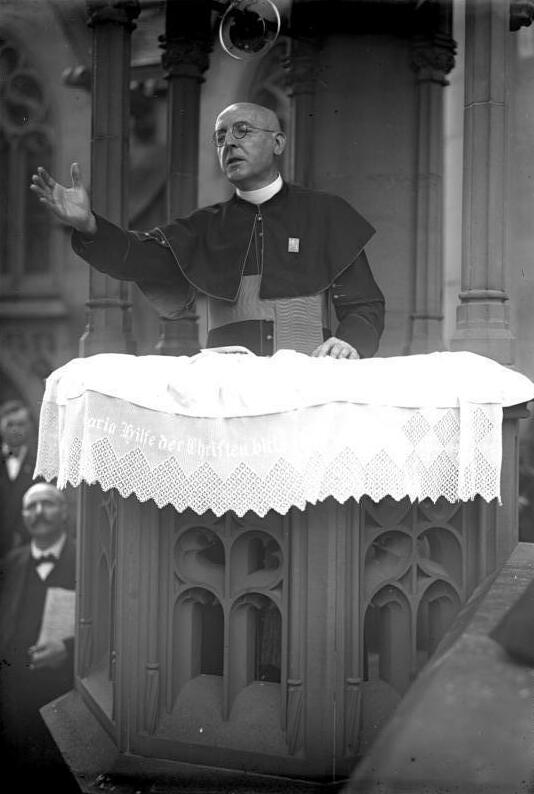
Ignaz Seipel 1929 in Bingen am Rhein

### Akademiker und Priester
Der Sohn eines Wiener Fiakers maturierte 1895 am k.k. Staatsgymnasium im XII. Bezirke von Wien in Meidling (dem heutigen BGRG – Bundesgymnasium und Bundesrealgymnasium – Wien XII Rosasgasse), danach studierte er Katholische Theologie an der Universität Wien und wurde am 23. Juli 1899 zum Priester geweiht. 1903 promovierte er zum Dr. theol.
Er war Ehrenmitglied der katholischen Studentenverbindung KaV Norica Wien, damals im CV, jetzt im ÖCV. Später wurde er auch Ehrenmitglied der katholischen Studentenverbindungen AV Austria Innsbruck, KÖStV Rudolfina Wien, KÖHV Carolina Graz, KAV Bajuvaria Wien, KDStV Ferdinandea Prag und K.H.V. Babenberg Wien im CV sowie Deutschmeister Wien, Winfridia und Austria (beide Graz) im KV/ÖKV. Am 11. Mai 1930 wurde er Ehrenmitglied der Katholischen Österreichischen Studentenverbindung Asciburgia zu Oberschützen (heute im 1933 gegründeten Mittelschüler-Kartell-Verband (MKV)).
In seiner Schrift Die wirtschaftsethischen Lehren der Kirchenväter verwendete er als erster den Begriff Wirtschaftsethik (Wien 1907, Seite 304). 1908 habilitierte er sich an der Katholisch-Theologischen Fakultät der Universität Wien. Von 1909 bis 1917 war er Professor für Moraltheologie an der Theologischen Fakultät Salzburg, der Vorgängerin der neuen Salzburger Universität. Hier brachte er auch seine Studie Nation und Staat heraus. 1917 wurde er als Nachfolger des Moraltheologen Franz Martin Schindler als Universitätsprofessor an die Universität Wien berufen.

### Politiker
Während des endgültigen Zerfalls der Monarchie wurde er am 27. Oktober 1918 von Kaiser Karl I. im Ministerium Lammasch, der letzten k.k. Regierung, zum Minister für öffentliche Arbeit und soziale Fürsorge ernannt. Seine deutschösterreichischen Amtsgeschäfte hatte er Anfang November 1918 an die am 30. Oktober 1918 vom Staatsrat ernannte Staatsregierung Renner I zu übergeben, wo die öffentlichen Arbeiten vom Christlichsozialen Johann Zerdik und die Sozialagenden vom Sozialdemokraten Ferdinand Hanusch wahrzunehmen waren; das Ministerium Lammasch blieb aber auf Wunsch des Kaisers bis zu dessen eigenem Rückzug formal im Amt.
Noch als kaiserlicher Minister war Seipel an der Formulierung der Verzichtserklärung beteiligt, die der Kaiser am 11. November 1918 unterzeichnete. An diesem Tag entließ der Kaiser auch das Ministerium Lammasch.
Am 16. Februar 1919 wurde Seipel auf der christlichsozialen Liste der Wiener Bezirke Innere Stadt (1.), Landstraße (3.) und Wieden (4.) in die Konstituierende Nationalversammlung gewählt. Seine Fraktion wählte ihn ins Klubpräsidium.
In dieser Phase verhinderte er noch 1918 die Spaltung der Partei über die Frage der von Sozialdemokraten und Großdeutschen gewünschten Abschaffung der Monarchie. Er sprach sich im März 1919 gegen die Anschlusseuphorie von Sozialdemokraten und Großdeutschen aus, weil der Anschluss Deutschösterreichs an das Deutsche Reich von der Entente generell abgelehnt wurde und den Friedensvertrag gefährden würde. Er löste 1920 die CS aus der Koalition mit den Sozialdemokraten und schloss ein Bündnis mit der Großdeutschen Volkspartei.
Seipel stellte sich zwar hinter die neue parlamentarische Demokratie, brachte ihr aber eine deutliche Skepsis entgegen. Schon in den Vorberatungen zur Bundesverfassung 1920 und danach 1922 sprach Seipel sich für eine teilweise Entmachtung des Parlaments zu Gunsten eines mit deutlich umfassenderen Befugnissen ausgestatteten Bundespräsidenten aus.
Gleichzeitig unterstützte Seipel den Aufbau militanter rechtsradikaler Gruppierungen in Wien. Seit März 1920 war er Vorstandsmitglied der Geheimorganisation „Vereinigung für Ordnung und Recht“, der neben militärischen Personen auch monarchistische und großdeutsche Vertreter angehörten. Diese Vereinigung plante die gewaltsame Ausschaltung der Sozialdemokratie und arbeitete eng mit bayerischen Rechtsradikalen um Georg Escherich zusammen.
Im September 1920 forderte Seipel in einer deutlich antisemitisch getönten Rede einen Numerus clausus für Jüdinnen und Juden an höheren Schulen, Hochschulen und Universitäten „nach dem Bevölkerungsschlüssel“.
Von 1921 bis 1930 fungierte Seipel als Obmann der Christlichsozialen Partei (CS). Vom 31. Mai 1922 bis 20. November 1924 war Seipel auf Wunsch seiner Partei erstmals Bundeskanzler (Bundesregierungen Seipel I–III) einer christlichsozial-großdeutschen Koalition. In seiner ersten Amtszeit koordinierte Seipel persönlich die Distribution von Industriegeldern an rechte Milizen. Das Hauptaugenmerk hatte Seipel dabei auf der militärischen Effizienz dieser Milizen, die ideologische Nähe zur CS-Partei war zweitrangig. So erklärt es sich auch, dass Seipels Hauptsorge der rechten Frontkämpfervereinigung Deutsch-Österreichs unter dem Antisemiten Hermann Hiltl galt, die er auch mit finanziellen Mitteln des ungarischen Horthy-Regimes aufrüstete.
Seipel sanierte mit Hilfe einer Völkerbundanleihe (Genfer Protokolle) die Staatsfinanzen und bereitete die im Dezember 1924 wenige Tage nach seinem Rücktritt beschlossene Einführung der Schillingwährung 1925 vor.
Diese führte jedoch zu einem starken Rückgang des Realeinkommens der Bevölkerung und starkem Ansteigen der Arbeitslosenquote. Nach heftiger Kritik aus seiner eigenen Partei und einem Attentat auf ihn am 1. Juni 1924 trat er am 8. November 1924 zurück, blieb aber Obmann des christlichsozialen Abgeordnetenklubs. Der Attentäter Karl Jaworek machte Seipel für seine persönliche Armut verantwortlich und schoss am Bahnsteig des Südbahnhofs aus nächster Nähe auf den Kanzler, der gerade mit dem Zug in Wien angekommen war. Dafür wurde Jaworek später zu fünf Jahren schweren Kerkers verurteilt. Prälat Seipel begnadigte Jaworek nach zweieinhalb Jahren.

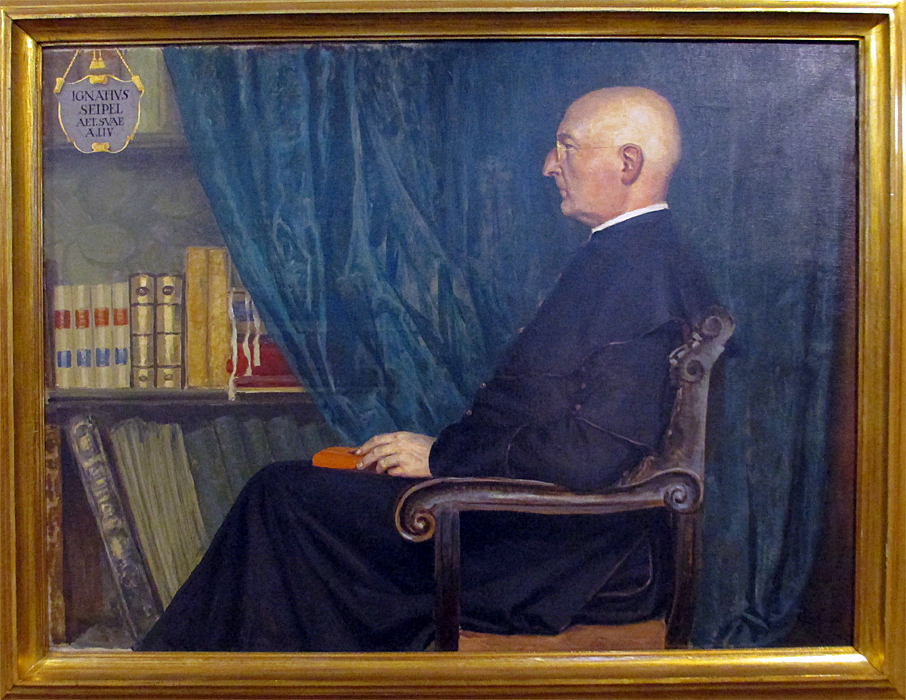
Ignaz Seipel, Gemälde von Josef Engelhart, um 1929

Im Herbst 1924 überlegte die bayerische Fremdenpolizei, Adolf Hitler, der nach seinem Putschversuch 1923 in der Justizvollzugsanstalt Landsberg seit April 1924 Festungshaft verbüßte, aus Bayern nach Österreich abzuschieben, falls er vorzeitig aus der Haft entlassen würde. Seipel wollte den Putschisten und Unruhestifter nicht wieder in Österreich haben und teilte Bayern mit, Hitler sei durch den Dienst im deutschen Heer Deutscher geworden. Bayern wies nach, dass Österreich in anderen Fällen die österreichische Staatsbürgerschaft deutscher Soldaten anerkannt habe; Seipel beharrte aber auf seiner Rechtsansicht.
Hitler blieb in Deutschland und legte 1925 seine österreichische Staatsbürgerschaft zurück, da er als dann Staatenloser aus Deutschland nicht mehr abgeschoben werden konnte. 1932 wurde er im deutschen Freistaat Braunschweig formal eingebürgert.
Theodor Körner, Offizier, in der Ersten Republik sozialdemokratischer Wehrpolitiker, in der Zweiten Republik Wiener Bürgermeister, dann Bundespräsident, zollte Seipel 1924 im Wahlkampf seine Achtung. Sein Biograf Kollman zitierte aus der Innsbrucker Volkszeitung, Körner habe Seipel „als einen in jeder Hinsicht integren Charakter, einen fleißigen, selbstlosen Arbeiter“ bezeichnet.
Von 1926 bis 1929 war Seipel wieder Bundeskanzler, wobei er besonders die Sozialdemokraten bekämpfte. Zu diesem Zweck schloss er die CS mit der Großdeutschen Volkspartei, dem Landbund und der nationalsozialistischen Riehl- und Schulz-Gruppe zu einer antimarxistischen Front zusammen („Bürgerblock“). Nach der Nationalratswahl in Österreich 1927 wurde die gegen die österreichische Demokratie gerichtete Grundhaltung forciert. Außerdem stärkte er die Rolle der zunehmend antidemokratischen Heimwehr und blieb bis zu seinem Tod ihr einflussreichster Fürsprecher.
Dadurch wurde er zum großen Feindbild der Sozialdemokraten, die ihn nach dem polizeilichen Massaker an Arbeitern, die am 15. Juli 1927 anlässlich des Schattendorfer Urteils demonstrierten, als „Prälaten ohne Milde“, „Prälaten ohne Gnad’“ und als „Blutprälaten“ bezeichneten. Seipel hatte am 26. Juli 1927 in seiner Erklärung zu den Ereignissen vor dem Nationalrat gesagt: „Verlangen Sie nichts vom Parlament und von der Regierung, das den Opfern und den Schuldigen an den Unglückstagen gegenüber milde erscheint, aber grausam wäre gegenüber der verwundeten Republik.“ Seipels Erklärung folgte eine überaus kontroversielle und heftige Parlamentsdebatte. Die Opposition griff den verkürzten Begriff ohne Milde heraus und verknüpfte ihn mit ihrer Kritik am von Polizeipräsident Johann Schober zu verantwortenden überschießenden Polizeieinsatz.
1928 vertrat Seipel in Übereinstimmung mit dem Landeshauptmann von Niederösterreich Karl Buresch das Interesse der Heimwehr, indem er den Aufmarsch der Heimwehr in Wiener Neustadt genehmigte, wie auch den zeitlich und örtlich getrennten Aufmarsch des Republikanischen Schutzbundes, gegen den ausdrücklichen Wunsch von Bürgermeister Anton Ofenböck. Als Bundeskanzler konnte er dabei mit einem massiven Aufgebot von Gendarmerie und Militär seine Stärke zeigen, es kam am Aufmarschtag zu keinen Gewaltereignissen.
Seipel trat am 4. April 1929 vom Amt des Bundeskanzlers zurück und führte die Geschäfte noch bis 4. Mai 1929 weiter, als ihm Ernst Streeruwitz als Regierungschef nachfolgte. (Insgesamt standen fünf Bundesregierungen der Ersten Republik unter Seipels Leitung.)
Mit der Regierungsform der Ersten Republik war er nicht zufrieden; er war wesentlicher Betreiber der Stärkung der Rolle des Bundespräsidenten, wie sie mit der Bundesverfassungsnovelle 1929 realisiert wurde, die Seipel selbst mit der Sozialdemokratie aushandelte, und „hat vermutlich an sich selbst als künftigen Träger des Amtes gedacht“. Darüber hinaus propagierte er unter dem politischen Schlagwort der „wahren Demokratie“ eine Säuberung des Systems vom „Übel der Parteinherrschaft“:

„Ich selbst messe der bloßen Reform des Wahlrechts und der Wahlordnung keine allzu große Bedeutung bei; ich sehe die Wurzel des Übels in der Art der Parteienherrschaft, wie sie sich in den Zeiten der konstitutionellen Monarchie entwickelt hat und nach dem Wegfall der monarchischen Korrektur ungehemmt in die Halme geschossen ist. Nach meiner Ansicht rettet jener die Demokratie, der sie von der der Parteienherrschaft reinigt und dadurch erst wieder herstellt.“

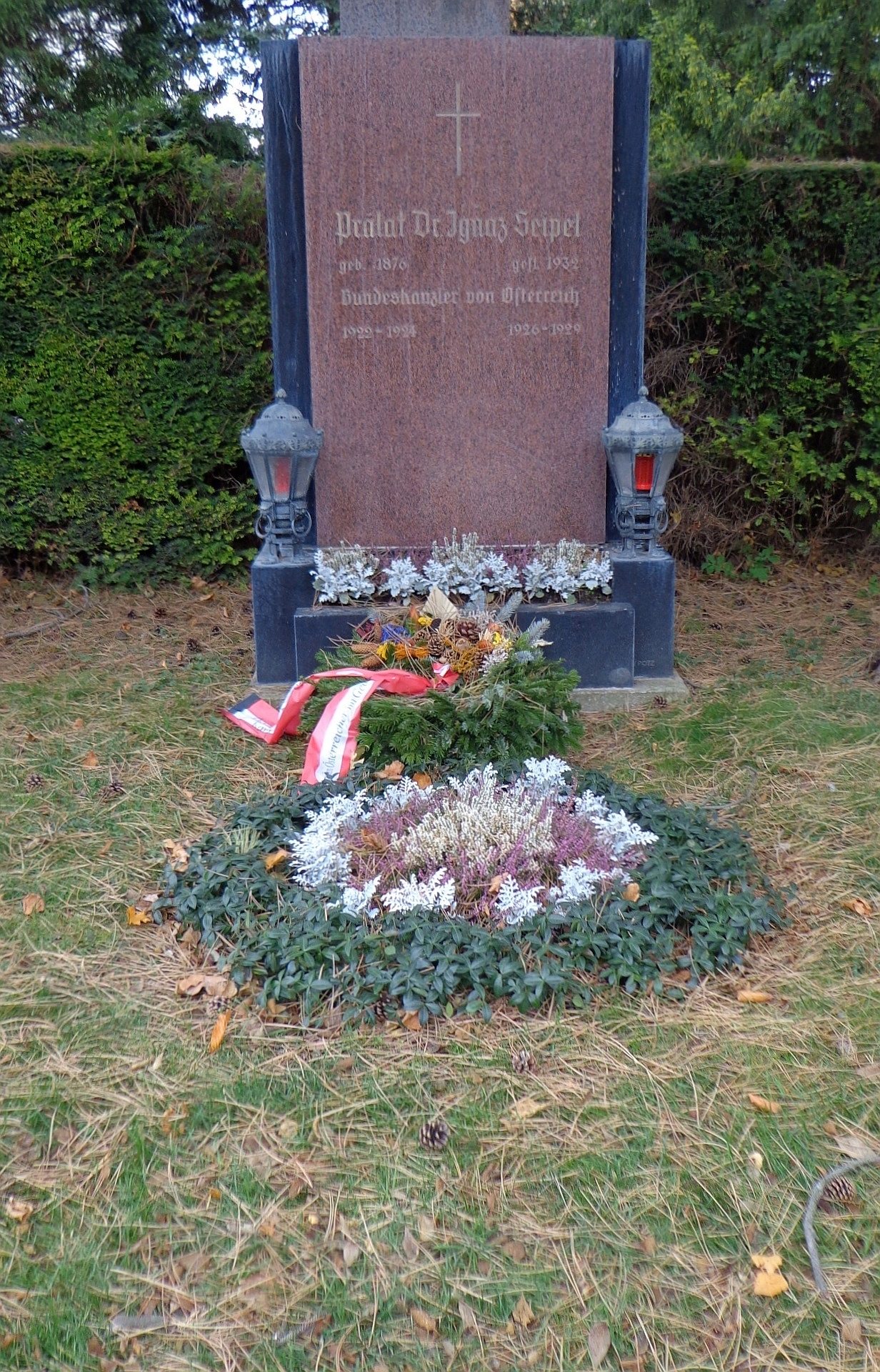
Ehrengrab von Ignaz Seipel auf dem Wiener Zentralfriedhof

1930 wurde Seipel kurzzeitig Außenminister im Kabinett von Carl Vaugoin. Nach dem Zusammenbruch der Creditanstalt im Jahr 1931 sollte er nochmals die Regierungsgeschäfte übernehmen, blieb aber in der Regierungsbildung erfolglos.
Jahrzehnte später kritisierte Bruno Kreisky, 1970–1983 sozialdemokratischer Bundeskanzler, in diesem Zusammenhang seine eigene Partei. Seipel habe Otto Bauer, dem führenden Kopf der Sozialdemokraten, auf dem Höhepunkt der Weltwirtschaftskrise eine Koalition angeboten. Der Parteivorstand sei aber nicht darauf eingegangen. „… im Rückblick scheint es mir eindeutig falsch, dass man nicht stärker für einen Kompromiss eintrat, um in einem so kritischen Augenblick in der Regierung zu sein. … Meiner Meinung nach war das die letzte Chance zur Rettung der österreichischen Demokratie“, schrieb Kreisky 1986.
Während Seipels Politik zu Beginn vom Glauben an die Selbstständigkeit Österreichs geprägt war, vertrat er später die Ansicht, dass ohne das Deutsche Reich keine österreichische Politik sinnvoll sei.
Seipel litt an Diabetes mellitus, den Folgen des auf ihn verübten Attentats und an Tuberkulose. Im Dezember 1930 weilte er daher zur Kur in Meran, wo er sich im Diätsanatorium „Stefani“ aufhielt und von Pius XI. brieflich kontaktiert wurde. Er starb 1932 im niederösterreichischen Sanatorium Wienerwald. Otto Bauer widmete ihm einen Nachruf in der Arbeiter-Zeitung, in dem er Seipel eine „ehrliche innere Überzeugung“ bescheinigte:

„Er hat uns mit allen Mitteln und allen Waffen bekämpft, wir ihn auch. Daß er kein Mann des Kompromisses, sondern ein Mann war, der sich nur im rücksichtslosen Kampf wohl fühlte, mag oft, mag insbesondere in den Jahren seit 1927, eine Quelle des Unglücks für das Land gewesen sein; aber wer selbst ein Kämpfer ist, der wird auch der echten Kämpfernatur im Lager des Gegners die menschliche Achtung nicht versagen. Nun ist er tot; die bürgerlichen Parteien haben keine Persönlichkeit, die sich über die Mittelmäßigkeit erhöbe. An seiner Bahre können auch wir von ihm sagen: er war ein Mann, nehmt alles nur in allem. Der Soldat verweigert dem gefallenen Feind die letzten militärischen Ehren nicht. So schicken wir auch dem großen Gegner drei Salven über die Bahre.“

Da Seipel den Sozialdemokraten als Hort der Reaktion und Inbegriff des Bündnisses von Klerikalismus und Kapitalismus galt, wurde der Artikel an der Parteibasis mit Unverständnis aufgenommen. Bauer sah sich veranlasst, in einem weiteren Artikel auf den Unterschied zwischen „Gefühlssozialisten und geschulten Marxisten“ hinzuweisen. Während der Gefühlssozialist den Kapitalisten und die Wortführer der kapitalistischen Welt hasse, begreife der Marxist seine Gegner als Geschöpfe einer feindlichen Gesellschaftsordnung. Seipel „ist uns, eben weil wir Marxisten sind, deshalb, weil er uns bekämpft hat und wir ihn bekämpft haben, nicht ein Bösewicht, sondern das ‚Geschöpf der Verhältnisse, das er sozial bleibt, so sehr er sich auch subjektiv über sie erheben mag‘.“

## Gedenken

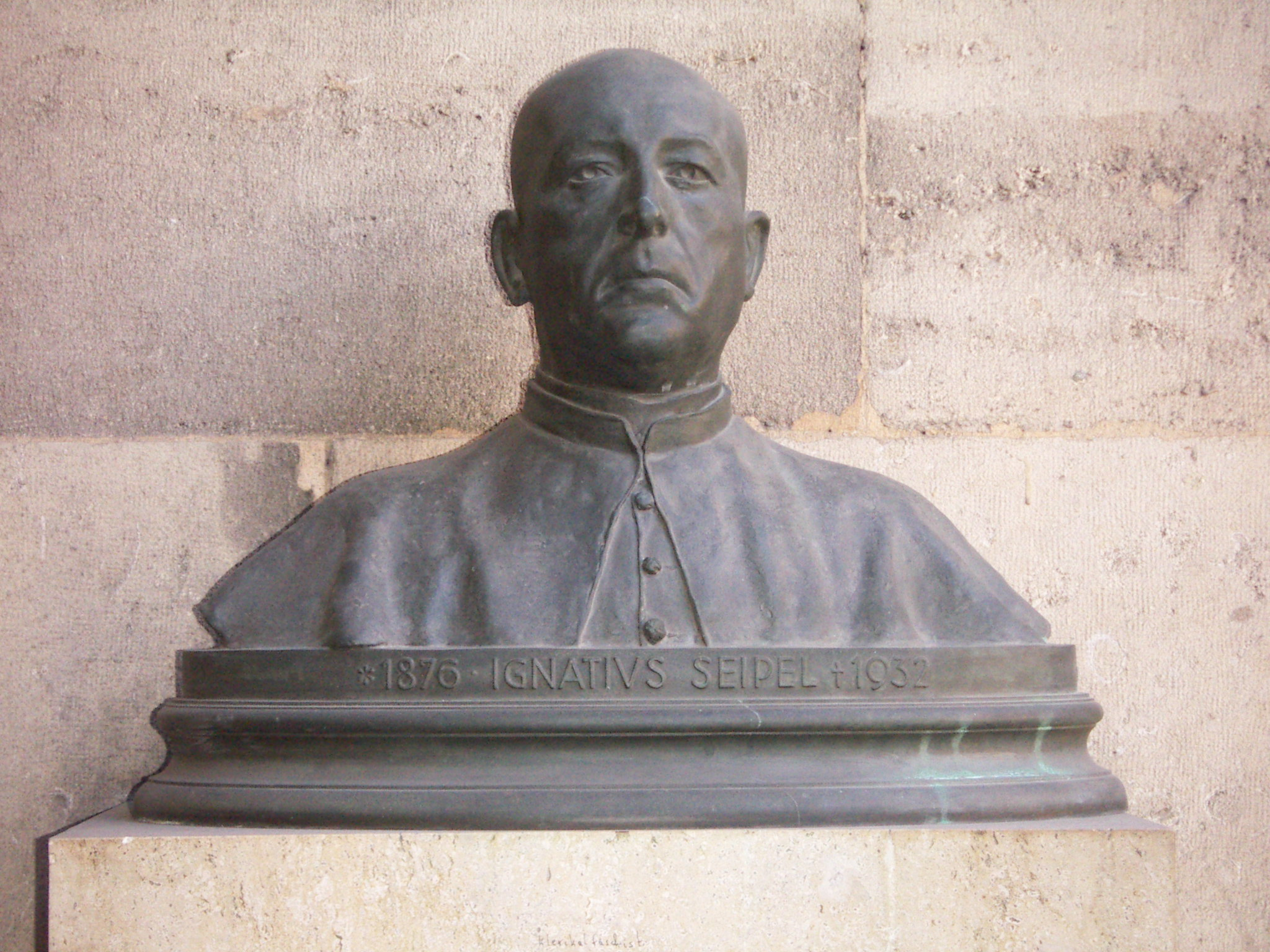
Denkmal im Arkadenhof der Universität Wien

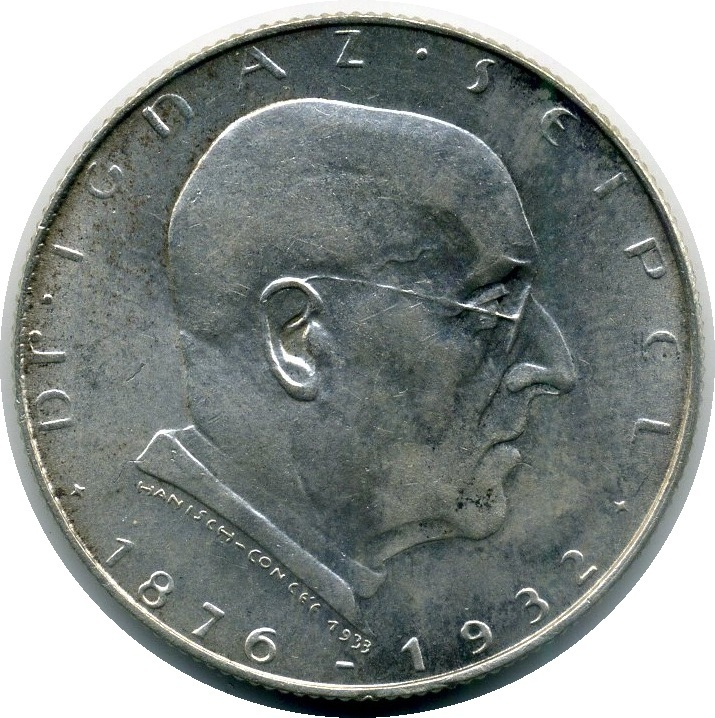
2-Schilling-Münze (1933)

Im austrofaschistischen Ständestaat galt Seipel als Gründungsvater des Regimes:
Als Seipels letzte Ruhestätte wurde auf Initiative von Hildegard Burjan, von Bundeskanzler Engelbert Dollfuß unterstützt, die von Clemens Holzmeister gestaltete Christkönigskirche im Wiener Arbeiterbezirk Rudolfsheim-Fünfhaus (15. Bezirk) errichtet (sie befindet sich nur sechs Häuserblöcke von Seipels Geburtshaus entfernt). Seipels Sarg wurde im Herbst 1934 in der Krypta der Kirche bestattet. Dollfuß, diktatorisch regierend, war zwei Monate vorher von einem Nationalsozialisten ermordet worden. Dollfuß’ Nachfolger Kurt Schuschnigg ließ nun auch Dollfuß dort bestatten; die Kirche wurde vom Regime „Seipel-Dollfuß-Gedächtniskirche“ genannt.
Nach dem „Anschluss“ Österreichs ließ das NS-Regime beide Särge 1939 umbetten. Seipels Sarg wurde in einem Ehrengrab auf dem Wiener Zentralfriedhof (Gruppe 14 C, Nummer 7) bestattet. Das Gräberfeld liegt unmittelbar neben der Präsidentengruft vor der damals „Dr.-Karl-Lueger-Gedächtniskirche“ genannten Friedhofskirche zum heiligen Karl Borromäus; Seipels Grab befindet sich zwischen den Gräbern des Dichters Anton Wildgans und der Opernsängerin Selma Kurz. Dollfuß wurde auf dem Hietzinger Friedhof beigesetzt.
Am 27. April 1934 wurde von der diktatorischen Stadtverwaltung der damalige Ring des 12. November (Erinnerung an die Republikgründung), Teil der Wiener Ringstraße, im Abschnitt vor dem Parlament Dr.-Ignaz-Seipel-Ring benannt. Dieser wurde 1940 nach dem NS-Gauleiter Josef Bürckel umbenannt, am 27. April 1945 wieder zum Seipel-Ring und erhielt am 8. Juli 1956 den heutigen Namen Dr.-Karl-Renner-Ring. Nach Seipel wurde 1949 unter dem sozialdemokratischen Bürgermeister Theodor Körner, der um drei Jahre älter war als Seipel, der Dr.-Ignaz-Seipel-Platz im 1. Wiener Gemeindebezirk benannt. Der Altstadtplatz wird von der Akademie der Wissenschaften (Alte Universität) und von der Jesuitenkirche (Universitätskirche) eingerahmt; nach beiden Gebäuden war der Platz vorher benannt.
Eine 1934/35 erbaute Wohnhausanlage im 3. Wiener Gemeindebezirk, Fasangasse 39–41, wurde im Rahmen des Assanierungsfonds Ignaz-Seipel-Hof benannt.
1950 wurde im Arkadenhof der Universität Wien eine 1933 von Josef Engelhart geschaffene Seipel-Büste aufgestellt.

## Künstlerische Verarbeitung
In Hugo Bettauers Roman Die Stadt ohne Juden (1922) ist Ignaz Seipel die Person des christlich-sozialen Bundeskanzlers Dr. Karl Schwertfeger, der alle Juden des Landes verweisen lässt, nachempfunden. Seipel hatte in den Juden eine „Klasse“ gesehen, die das mobile Großkapital und eine „gewisse Art des Händlertums“ vertrete, von der sich das Volk in seiner wirtschaftlichen Existenz bedroht fühle. Österreich, so Seipel, sei „in Gefahr, wirtschaftlich, kulturell und politisch von den Juden beherrscht zu werden.“ Als Lösung der sogenannten Judenfrage schlug er vor, die Juden als nationale Minderheit anzuerkennen. Auf Grundlage dieses Buches entstand 1924 der gleichnamige Film Die Stadt ohne Juden von Hans Karl Breslauer. 1977 schufen Franz Novotny und Otto M. Zykan für den ORF die Fernsehproduktion „Staatsoperette“, wo auf eine bissigkritische, karikaturhafte Weise die bürgerkriegsähnlichen Konflikte in Österreich zwischen 1927 und 1933 dargestellt werden. In der „Staatsoperette“ wird Ignaz Seipel als „mordgeiler Geistlicher“ dargestellt.